# 巴村 (愛知県)
巴村（ともえむら）は、愛知県南設楽郡にかつて存在した村。
現在の新城市（旧・作手村）の一部（作手清岳・作手岩波・作手白鳥・作手高里・作手鴨ヶ谷など）に該当する。

## 歴史
- 1878年（明治11年） -
  - 市場村、須山村、北畑村が合併し、清岳村となる
  - 寺林村、相月村、河合村、野郷村が合併し、白鳥村となる。
  - 草谷村、川尻村、長者平村が合併し、高里村となる。
  - 手洗所村、鴨ヶ谷村が合併し、鴨ヶ谷村となる。
- 1889年（明治22年）10月1日 - 清岳村、岩波村、白鳥村、高里村、鴨ヶ谷村が合併し、巴村が発足。
- 1906年（明治39年）5月1日 - 田原村、菅沼村、高松村、田代村、杉平村、保永村、荒原村、大和田村と合併し、作手村が発足。同日巴村は廃止。